# Skarpnäcksfältet

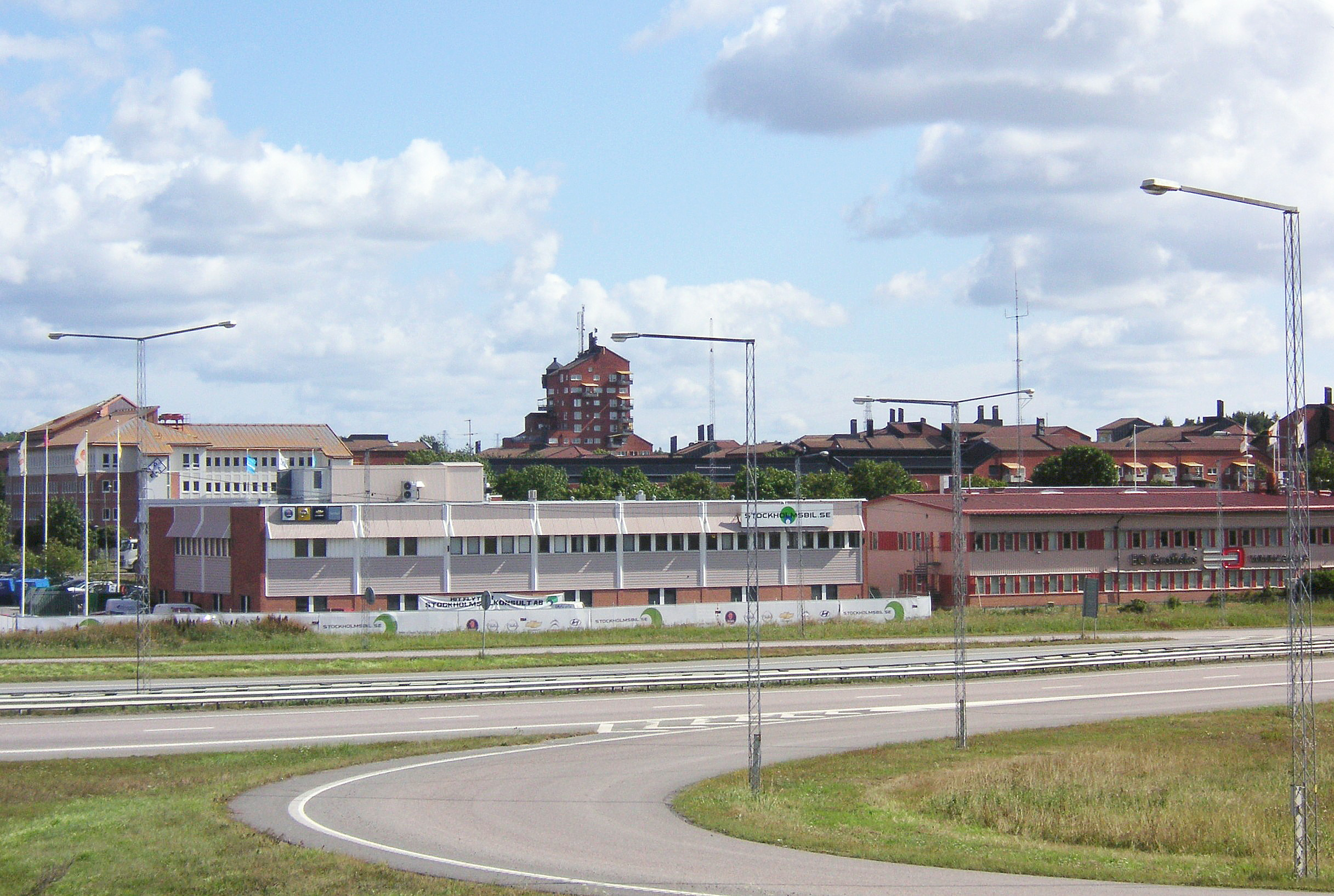
Bebyggelsen på Skarpnäcksfältet med Skarpnäck företagsområde närmast och Tyresövägen i förgrunden.

Skarpnäcksfältet är ett informellt område och tidigare flygfält i stadsdelen Skarpnäcks gård i Söderort inom Stockholms kommun. Namnet har använts i lång tid för fältet som avgränsas av Skarpnäcksvägen och nya och Gamla Tyresövägen. På Skarpnäcksfältet gick under många år motortävlingen Skarpnäcksloppet. Den sista flyguppvisningen på Skarpnäcksfältet genomfördes i augusti 1980. På 1980-talet uppstod ett nytt bostadsområde på fältet. På Skarpnäcks sportfält finns banor för fotboll, australisk fotboll, baseboll, softboll och cricket.

## Historik

### Gärdet

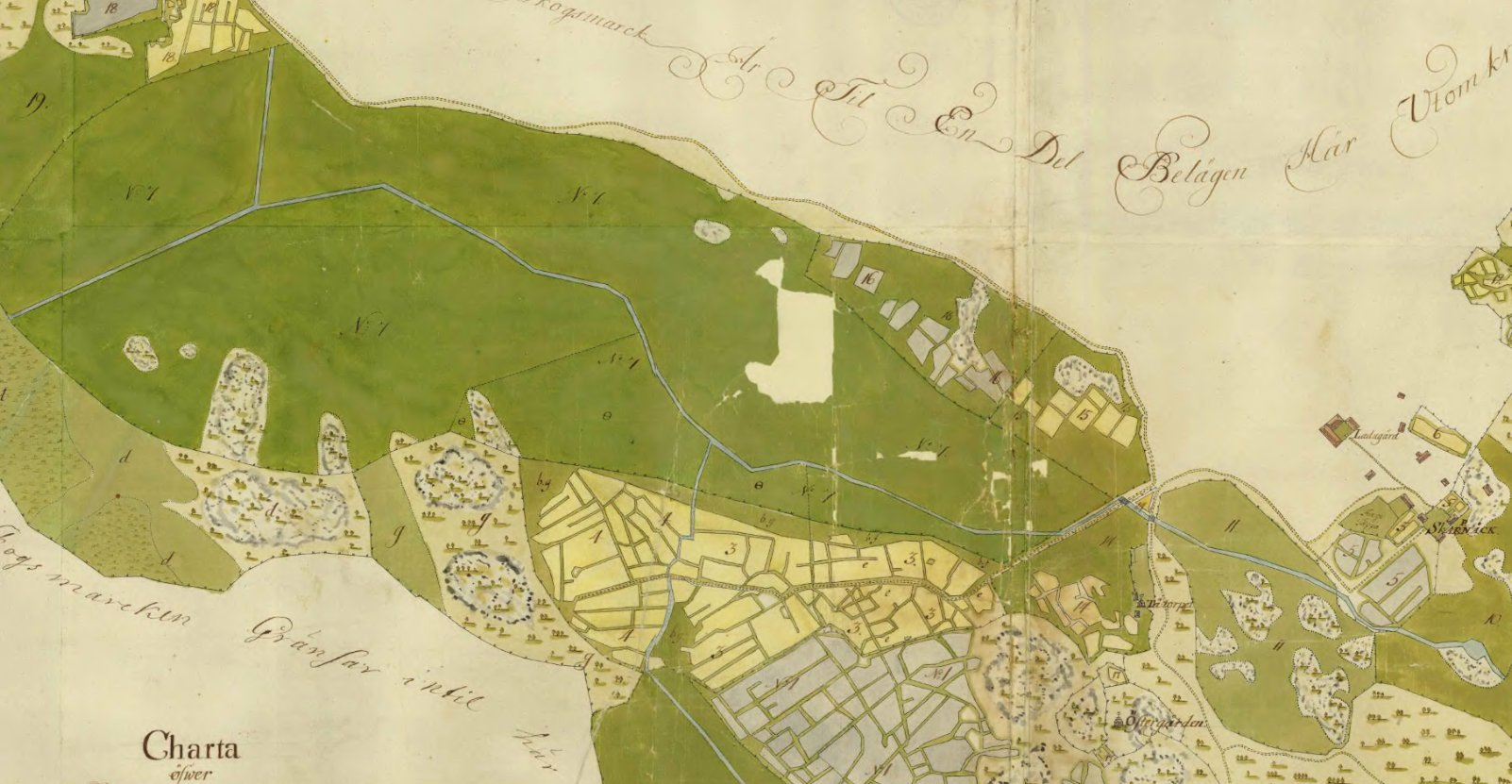
Bodings karta 1756.

Innan de större utdikningarna började på 1700-talet var fältet ett vattensjukt gärde med tung lera som var svår att plöja och odla. Den tidigaste brukade marken var vid sluttningen vid höjden i sydost, där Skarpa by anlades på 1200-talet. Med säteribildningen på 1670-talet följde sedan utdikningar, vilket mot slutet av 1700-talet blev av stort intresse för brukarna av vattenkvarnarna i Nacka ström och Tyresö som ville få huvudavrinningen från fältet mot Ältasjön respektive sjön Flaten. Hovbagaren Nils Lychous och kommerserådet Carl Gustaf Apiarie, som hade intressen också i Nacka ström, arrenderade på 1790-talet mossen norr om fältet (Pungpina mosse) och inledde då ett större utdikningsprojekt som inbegrep utdikning av mossen och på själva fältet, där man med hålldammar i dikena tvingade vattnet att rinna till Ältasjön. Dessa domstolsreglerade vattenrättigheter var sedan till stort förtret och grund till långvariga processer för ägarna till Skarpnäck, då dikesfördämningarna tidvis medförde översvämningar. Konflikten avslutade slutgiltigt först då dåvarande ägaren till Skarpnäck, bryggmästaren Friedrich Rudolph Neumüller köpte hela Nacka kvarnkomplexet 1888 som då inte längre heller var kommersiellt intressant.

### Skarpnäcks civila flygplats

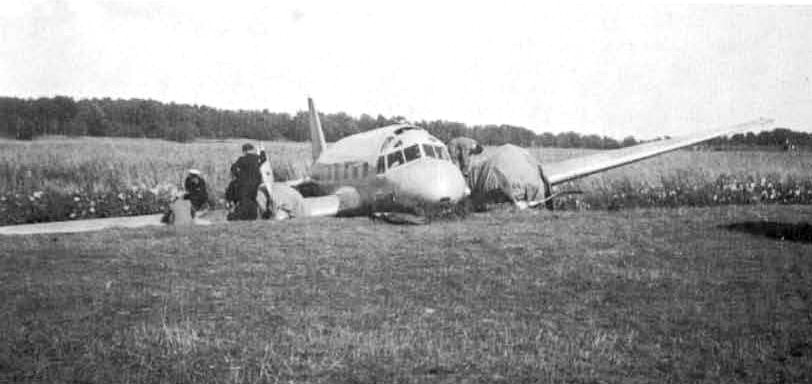
Nödlandat sovjetiskt plan, slutet 1930-tal.

År 1922 köpte Stockholms stad egendomen Skarpnäck och reserverade därefter gärdet för en möjlig flygplats. Tanken var att där kunna uppföra Stockholms nya civila flygplats. Staden anlade också Gamla Tyresövägen strax väster om gärdet kring 1926 som en tillfartsväg och projekterade för en spårvägslinje dit, som bland annat kan ses i stadsplanerna för Del av Skarpnäck och Del av Enskede från 1923 respektive 1925. Men planerna med flygplatsen i Skarpnäck avfördes i en utredning som var klar 1928 och övergavs formellt när Stockholms stadsfullmäktige den 30 juni 1933 beslöt att istället anlägga stockholmsflygplatsen vid Riksby i Bromma, den framtida Bromma flygplats som invigdes 1936. Något mer arbete för ett flygfält på Skarpnäcksfältet skedde sedan inte före mars 1940.
Ett flygplan som landade här innan några landsbanor fanns, var ett sovjetiskt plan som, i slutet av 1930-talet, tvingades nödlanda, kanade i ett dike och bröts sönder. Planet påstås ha medfört en stor last av guld.

### Skarpnäcks krigsflygfält

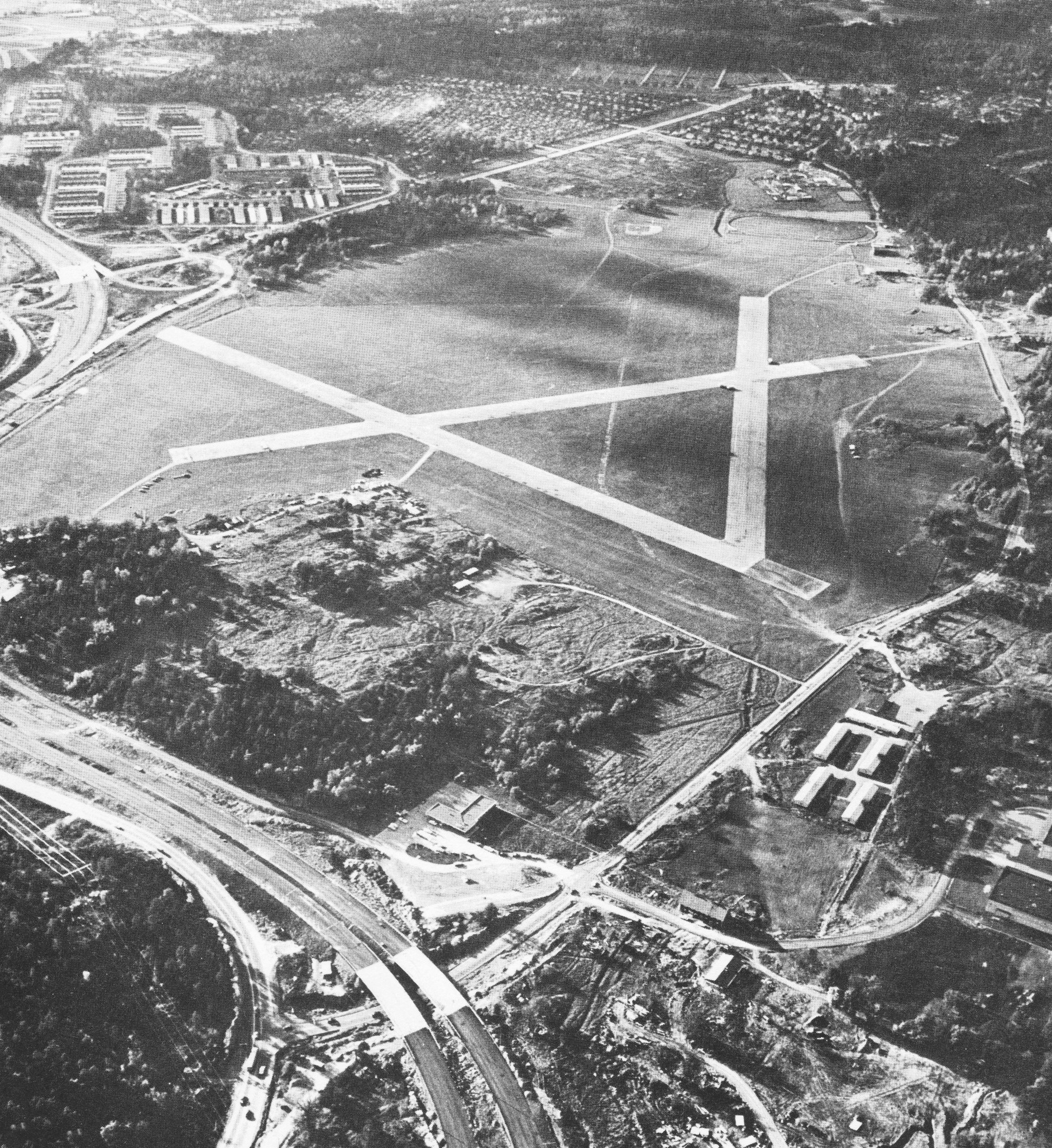
Skarpnäcksfältet 1967. I förgrunden pågår anläggningsarbetena för Tyresövägen.

Under intrycket av andra världskriget beslöt krigsmakten den 8 mars 1940 att det skulle anläggas femton nya krigsflygfält runtom i Sverige. Skarpnäcksfältet blev med sin närhet till Stockholm ett av dessa. Redan den 22 juli 1940 kunde Flyghamnsstyrelsen anmäla till ÖB att en flygplats "för jaktplan under krig och för lek och sport under fredstid" med tillhörande militära anläggningar i det närmaste var färdigställd. Start- och landningsbanorna anordnades som ett "A" med spetsen mot öst. Anläggningsarbetena var ett nödhjälpsarbete som bekostades av Stockholms arbetslöshetskommitté.

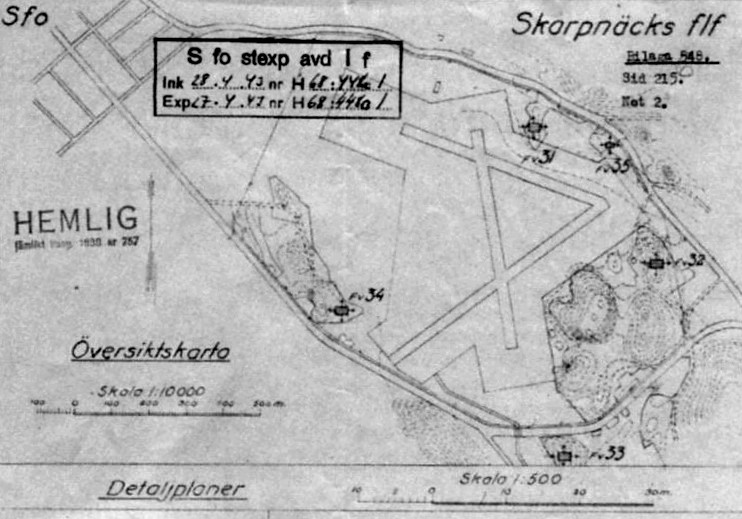
Krigsflygfältet, 1943.

Till krigsflygfältet byggdes även ett antal permanenta försvarsanläggningar. Till en början anlades fem kulsprutevärn. Men redan 1942 förklarade flygledningen att man inte behövde fältet, ändå fortsatte utbyggnaden av bunker och värn på höjderna runtomkring. Den militära närvaron upprätthölls med beredskapssoldater till slutet av kriget. Under 1950-talet övergick fältet till Stockholms stads fritidsförvaltning. Skarpnäcks flygfält med tillhörande värn behölls i krigsorganisationen fram till 1965.
Redan från januari 1941 började det nyanlagda flygfältet att användas för segelflygning av Stockholms Segelflygklubb och 1 maj 1943 tog klubben över ansvaret för anläggningen dock under förutsättning att själva stå för kostnaderna för hangarer och verkstäder.
Även om fältet aldrig användes i militärt syfte kom det fram i april 1943 att vaktinstruktionen på fältet hade tillåtit tyska militärplan att lyfta igen efter att ha nödlandat där. Enligt neutralitetsreglerna skulle de egentligen ha kvarhållits. Avslöjandet och den påföljande utredningen gavs stor uppmärksamhet i pressen, och blev känt som Skarpnäcksaffären.
Sovjetunionens generalstab underhöll ända in på 1980-talet en karta över Skarpnäcksområdet med flygfältets start- och landningsbanor inritade. Den var då en del av generalstabens anfallskartor och en möjlig plats för luftlandsättning med helikopter och fallskärmstrupp, mycket nära Stockholms centrum.

### Skarpnäcks sportfält

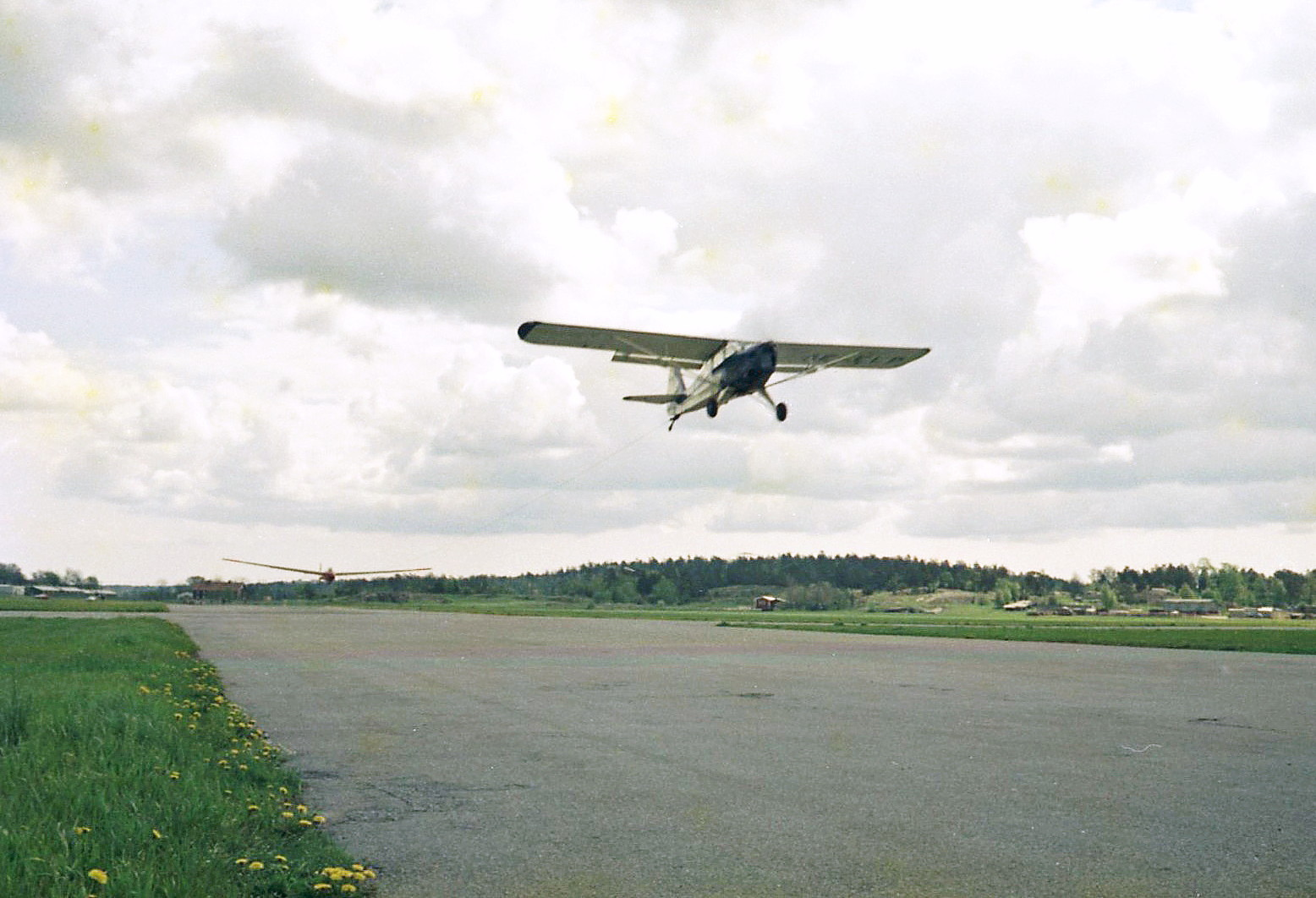
Segelflyg på Skarpnäcksfältet 1972, ett motorplan av typ Auster AOP.6 drar upp ett segelflygplan, strax efter start.

Redan när krigsflygfältet anlades 1940 var det tänkt "för jaktplan under krig och för lek och sport under fredstid". Det var för sport och lek som fältet fick sin stora betydelse och här organiserades ett stort antal evenemang och sportaktiviteter.
Segelflygningarna pågick från början av 1940-talet till augusti 1980. Från 1948 användes fältet även för motorsportevenemang. Skarpnäcksloppet började 1950, banan kördes 15 varv, det blev en sträcka på 25,492 km. I loppet från maj 1967 deltog av bland andra Reine Wisell i Formel 3-klassen. Han vann, medan Ronnie Peterson blev sjua i samma lopp. Året därpå och 1969 vann dock Ronnie Peterson.
Inom ramen för International Union of Socialist Youth samlades i juli 1950 cirka 15 000 ungdomar från 30 länder på Skarpnäcksfältet på ett internationellt tältläger. Därifrån spelades kortfilmen Sång till friheten in.
På Skarnäcksfältet hölls i maj 1957 Sveriges första “drive-in-gudstjänst”. Tusen bilar stod på rullbanan och cirka 6 000 personer deltog. Biskop Odd Hagen predikade.
År 1960 byggdes Sveriges första permanenta hundkapplöpningsbanan på Skarpnäcksfältet. Den låg på den delen som inte berördes av exploateringen för bostadsområdena som uppfördes på 1980-talet men är numera nedlagd. 1965 invigdes en baseballarena som i början av 1980-talet flyttades till en ny plats.
I samband med Förenta nationernas miljövårdskonferens i Stockholm 1972 förvandlades Skarpnäcksfältet till en stor festplats för världens ungdomar, arrangerat av en grupp runt amerikanen Stewart Brand under namnet "Hog Farm". Det fanns tältläger och uppträdanden av bland annat Träd, Gräs och Stenar, Blå Tåget, Kebnekajse, Fläsket brinner, Solen skiner och Peps Blodsband. Några menade att det var ett hippieläger, andra påstod att CIA arrangerade det för att förhindra demonstrationer mot Vietnamkriget i Stockholms innerstad.
I början av 2000-talet tillkom fler aktiviteter på Skarpnäcks sportfält, som ligger intill hundkapplöpningsbanan. Här finns banor för fotboll, amerikansk fotboll, baseboll och softboll. Vintertid spolades en 1 000 m² skridskobana när vädret tillät.

### Historiska bilder

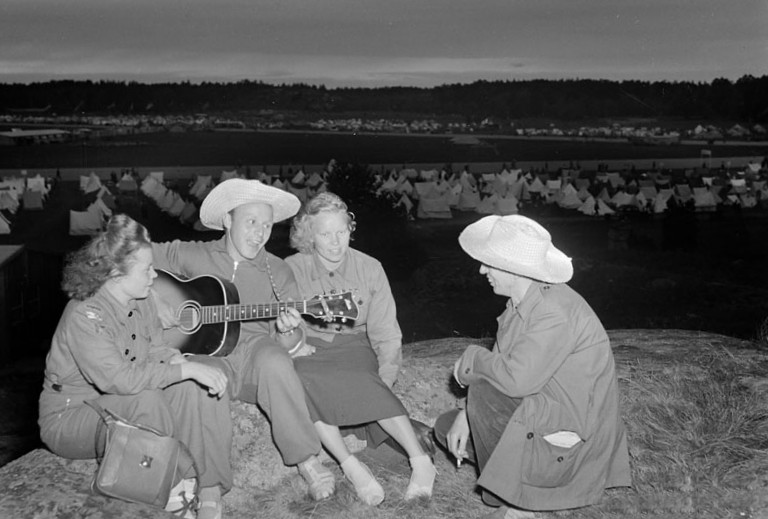
Ungdomslägret juli 1950.
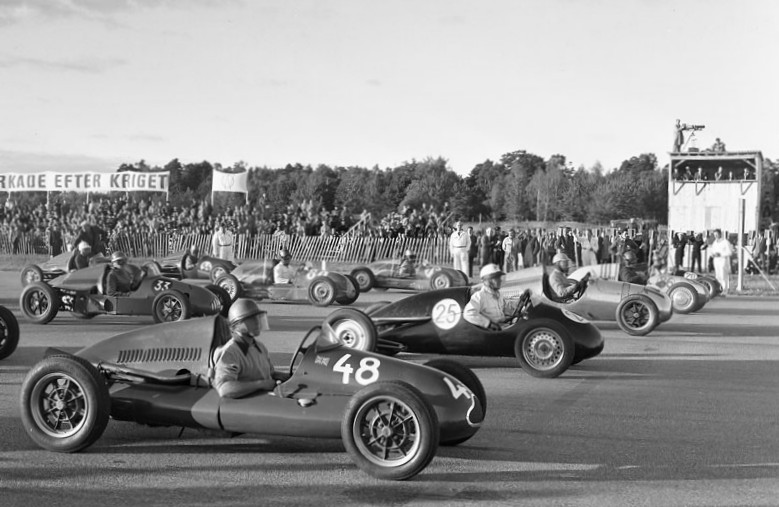
Skarpnäcksloppet 1952.
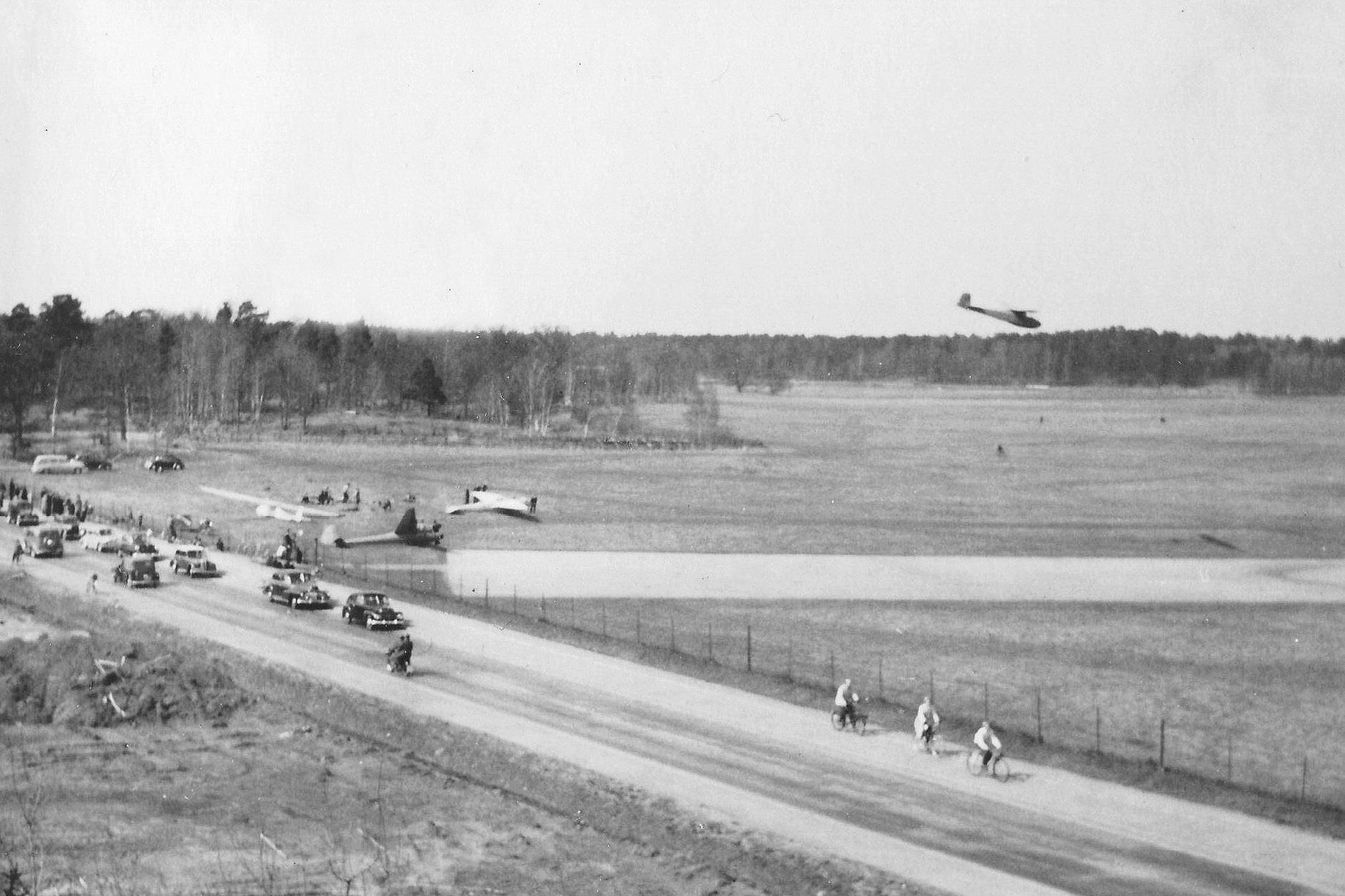
Segelflyg på fältet 1954.
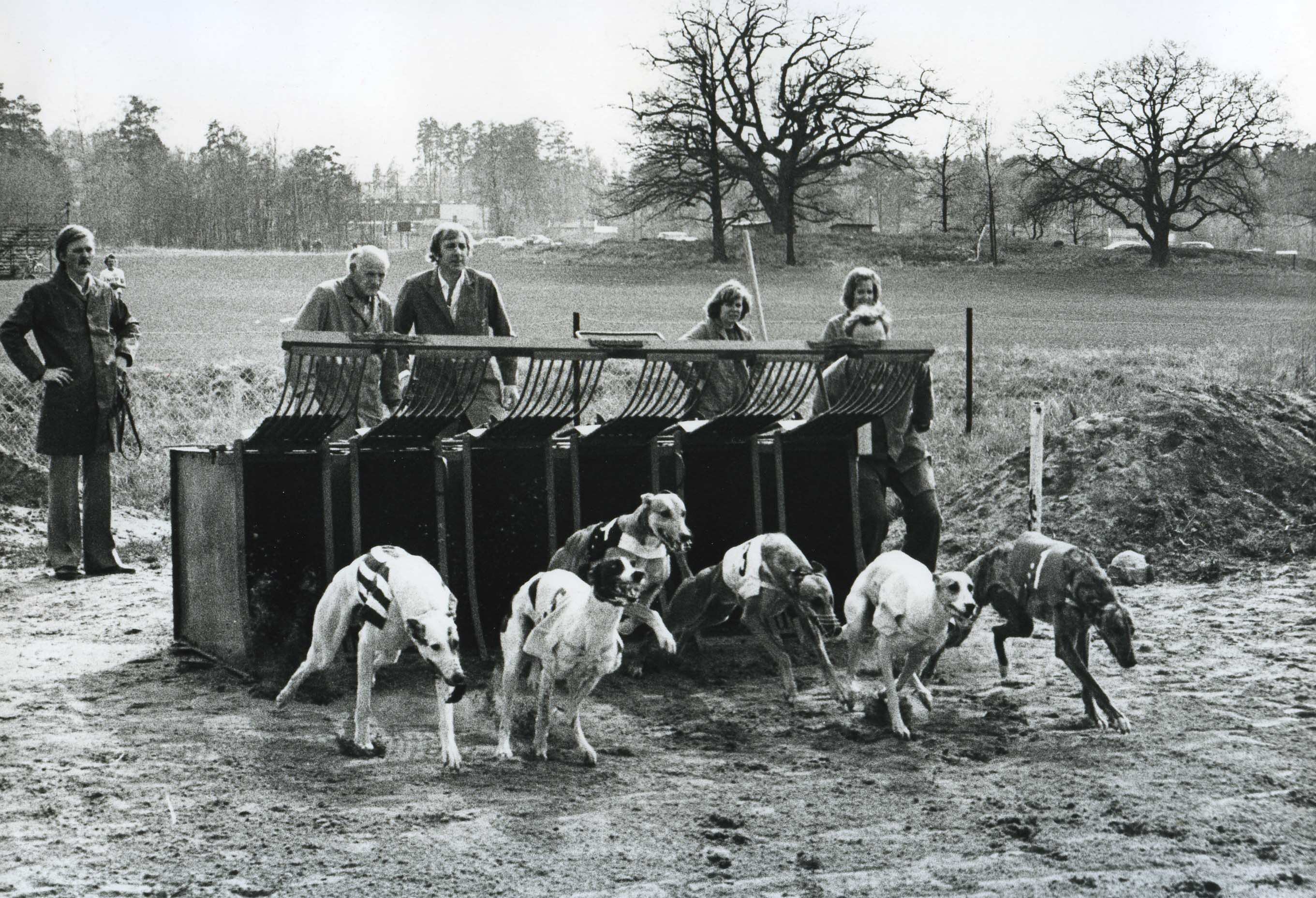
Hundkapplöpning på fältet på 1960-talet.
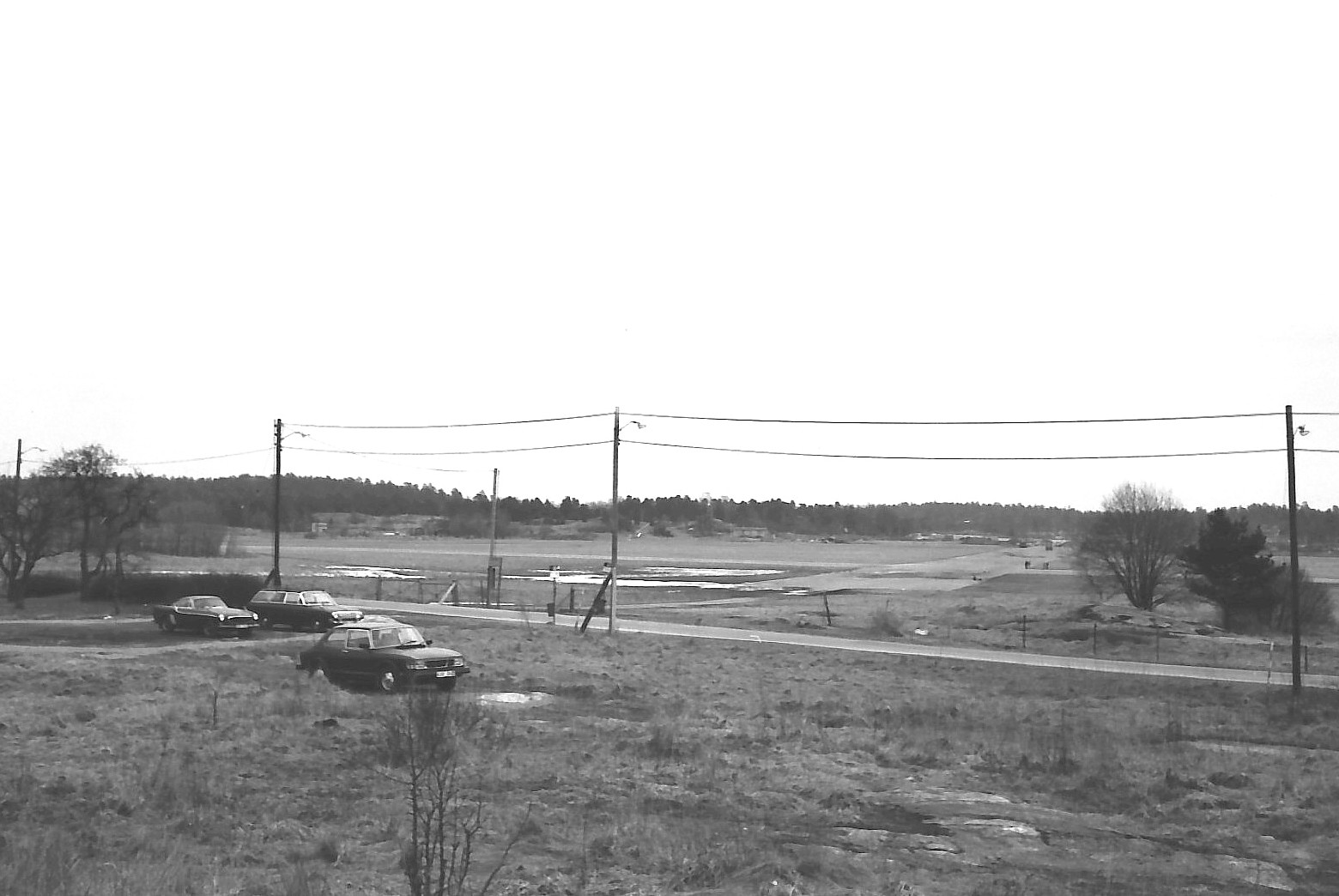
Fältet med sina start- och landningsbanor strax innan byggstart hösten 1981.

## Skarpnäcksstaden
Se även Skarpnäcks gård (stadsdel)
År 1978 gav kommunstyrelsen riktlinjer för planering av Skarpnäcksfältet vilket innebar att 35 ha skulle bebyggas med cirka 2 100 (senare höjt till 2 850) bostäder och 25 ha med arbetsplatser. Vidare föreslogs att området skulle anslutas till tunnelbanan (förlängning från Bagarmossen) och att inget nytt kommersiellt centrum borde byggas. Nordvästra delen reserverades som park- och rekreationsområde. Totalytan för hela planområdet uppgick till 110 ha.
I maj 1979 godkände byggnadsnämnden programmet för planläggning av Skarpnäcksfältet. Generalplanen (Gpl 7521) vann laga kraft i december 1980. Området delades mellan fem olika byggherrar som utlyste arkitekttävlingar. På grundval av de utvalda förslagen upprättades därefter en detaljplan ritad av arkitekt Leif Blomquist på Stockholms stadsbyggnadskontor. och byggstart var på hösten 1981. Stockholmshem med drygt 1 200 lägenheter blev områdets största byggherre. Bland arkitekterna märks Ralph Erskine, Arken arkitekter och FFNS arkitekter.
I södra delen av området anlades samtidigt Skarpnäck företagsområde som en buffert mellan Tyresövägen och bostadshusen. År 2013 hade Skarpnäck företagsområde cirka 100 arbetsställen med omkring 1 400 anställda. Flest företag finns inom handel, bygg, utbildning, forskning och utveckling. Största företag är Rohde & Schwarz Sverige AB (partihandel med mät- och precisionsinstrument), Devex Propart AB (tillverkning av datorer och kringutrustning), Schroff Scandinavia AB (partihandel med elektronikkomponenter) och Pmi Clean AB (lokalvård). Det finns även flera mindre företag som har sina verksamhetsområden inom biltillbehör och bilservice. I områdets norra del, vid Fraktflygargatan 16, ligger sedan 1990 Skarpnäcks folkhögskola.
Bebyggelsen som kom att kallas Skarpnäcksstaden består nästan uteslutande av röda tegelbyggnader och har fått utmärkelser för sin speciella arkitektur, bland dem kvarteret Varmfronten (ritad av Arken arkitekter) som 1983 tilldelades Kasper Salin-priset. Bebyggelsen nämns även i Jan Gehls bok om god stadsplanering, Cities for People, och beskrivs där som ett urbant område som visar hur framtida byggnader och offentlig plats bör designas.
Inom området finns radhus (i samfälligheten Molnflygaren) samt ett mindre industriområde. För Skarpnäcks Frikyrkoförsamling uppfördes 1985 Skarpnäckskyrkan på Skarpnäcks Allé 31. Gatunamn som Flygledargatan, Pilotgatan och Segelflygsgatan samt kvartersnamn som Flygplanet, Pilvingen och Flyghöjden påminner idag om den tidigare flygverksamheten.

### Nutida bilder

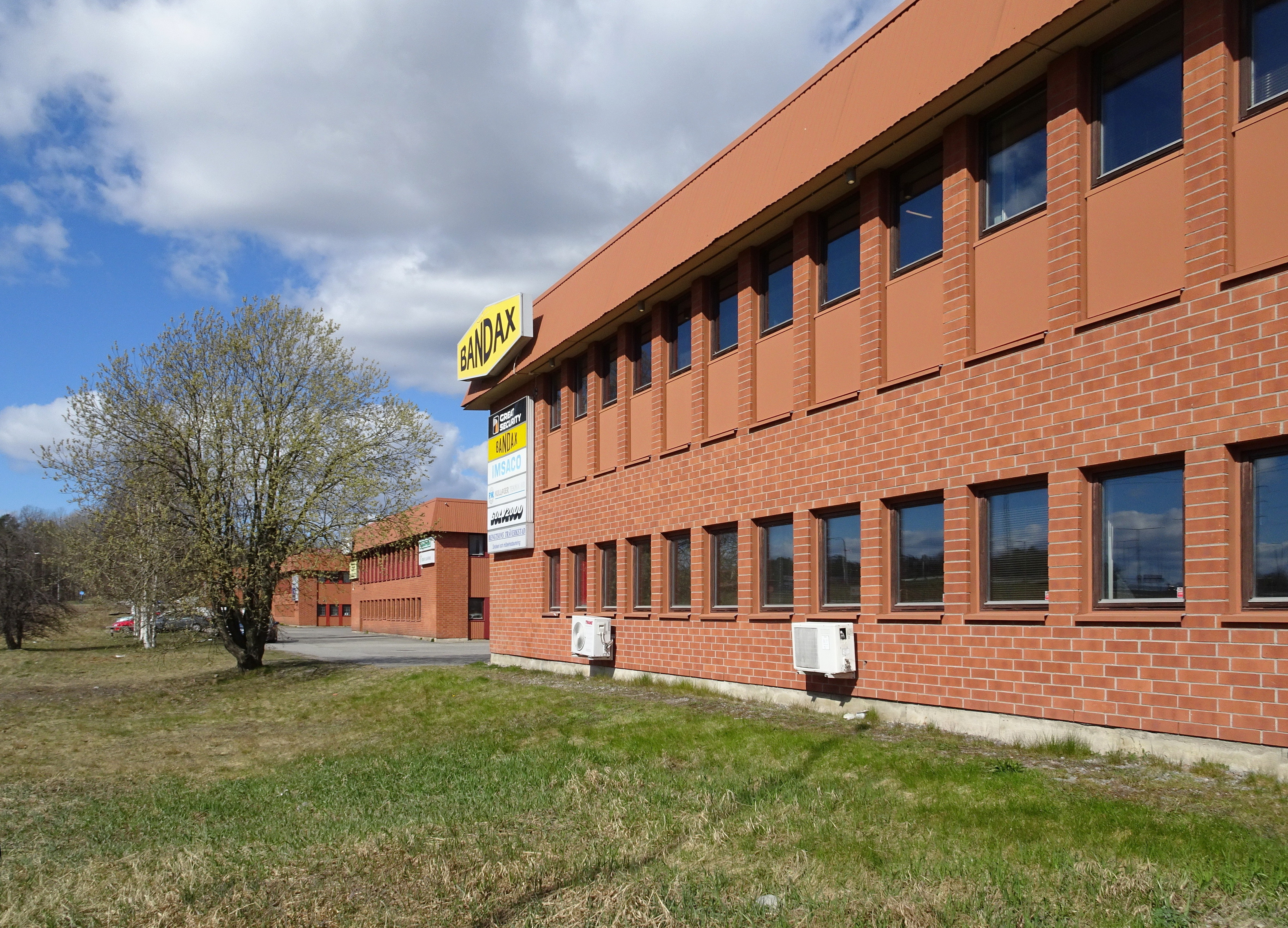
Skarpnäck företagsområde.
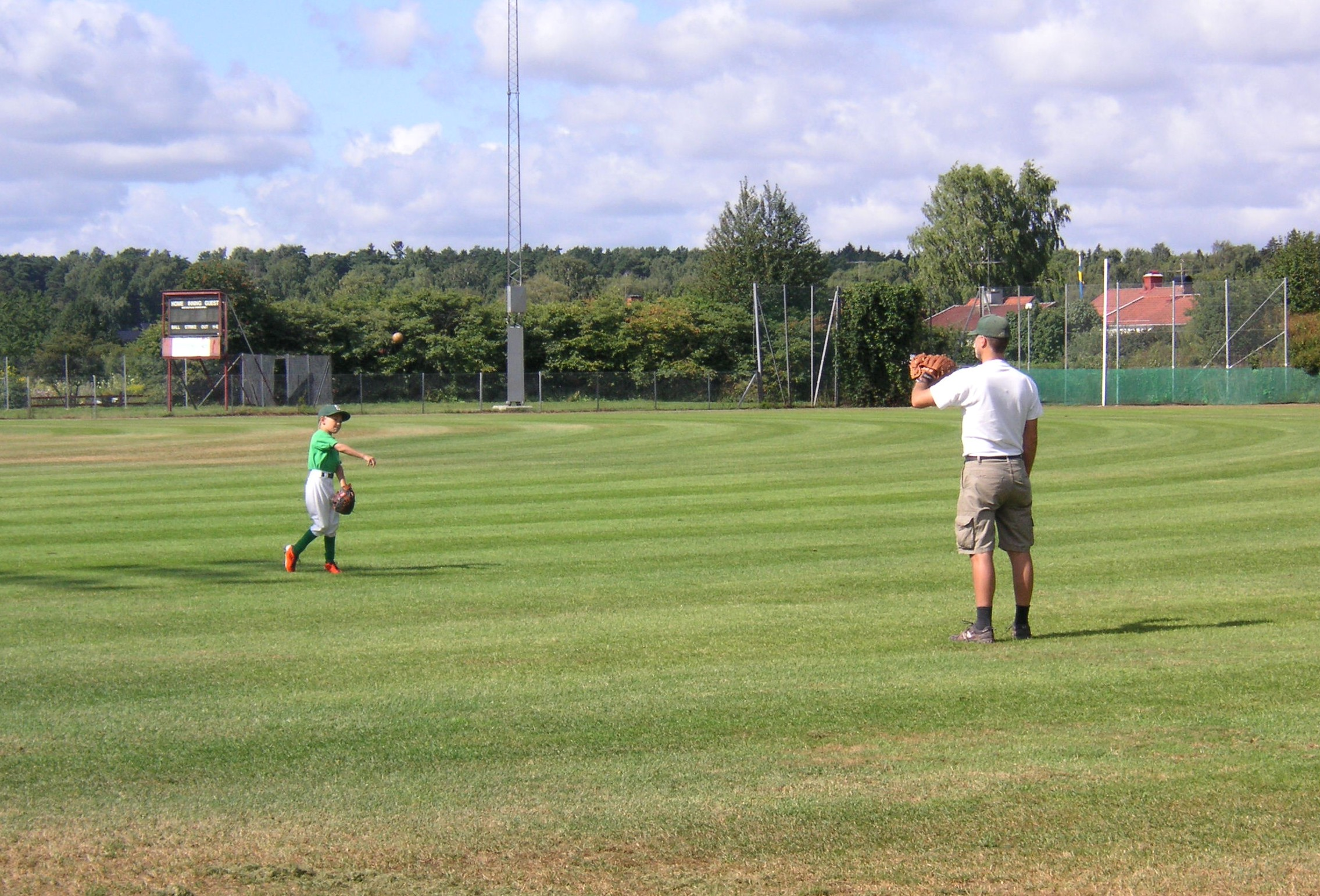
Skarpnäcks sportfält med baseboll.
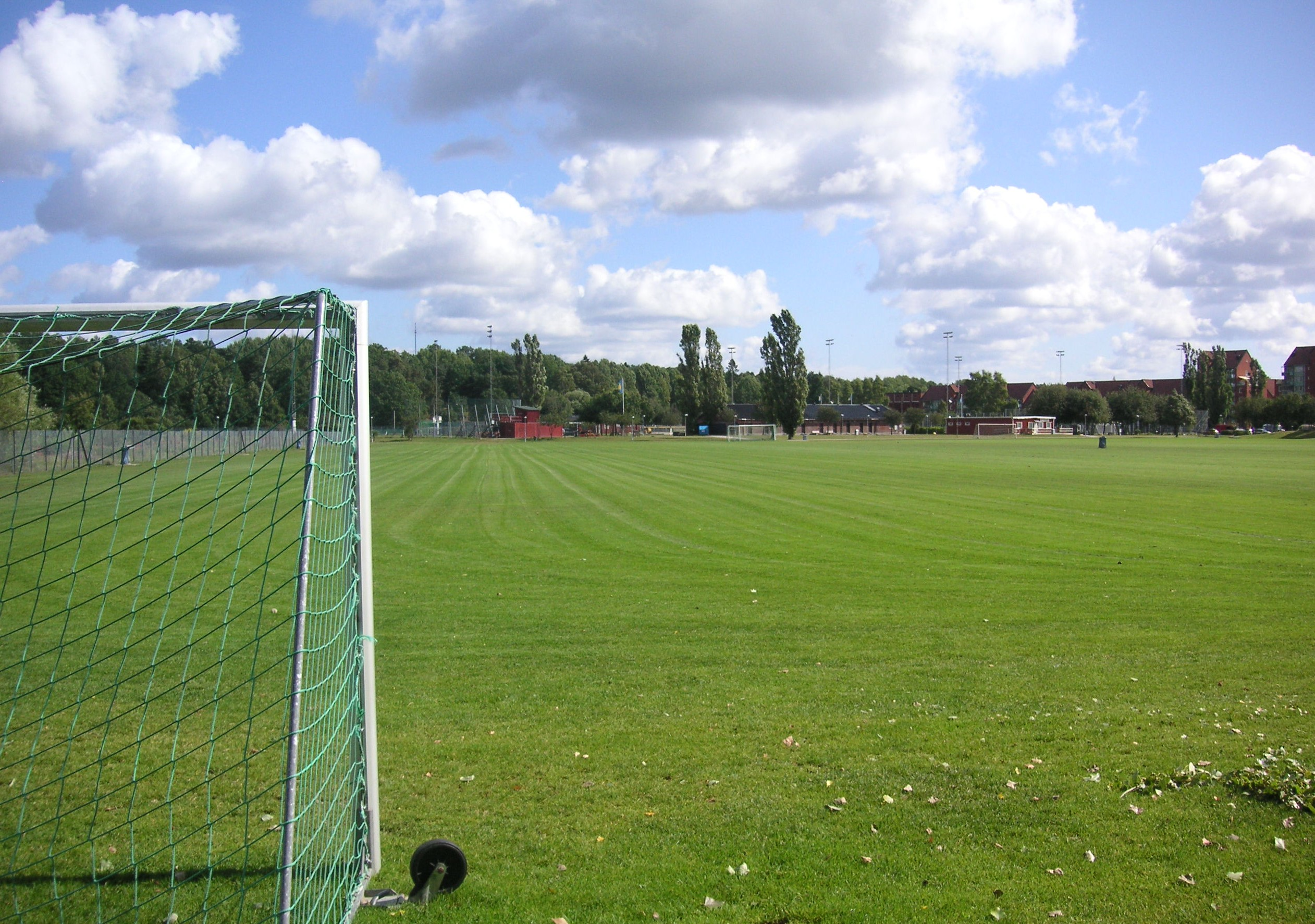
Skarpnäcks sportfält sett från Gamla Tyresövägen.
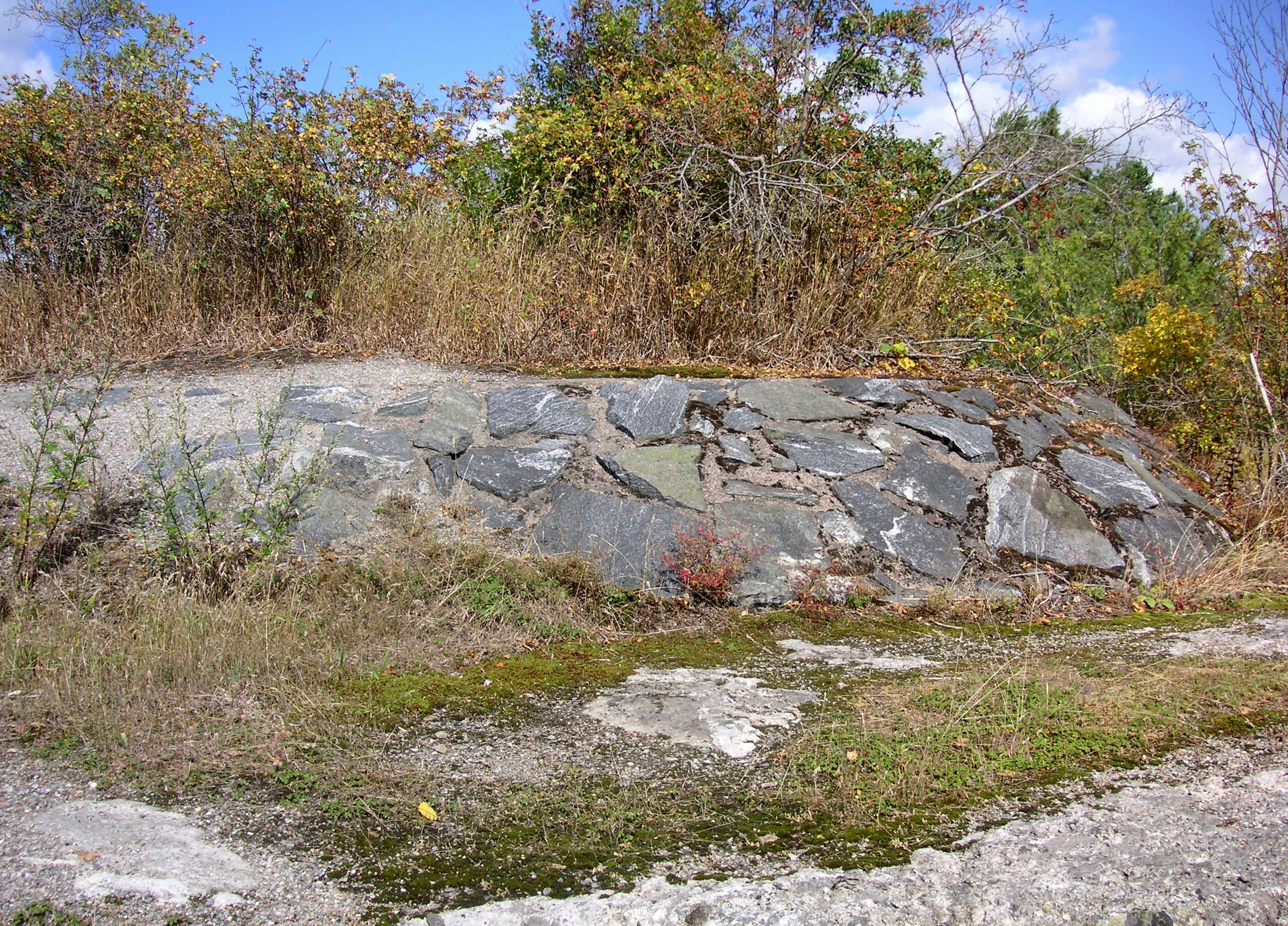
Igenväxt kulsprutevärn på Bergholmsberget nordost om fältet.
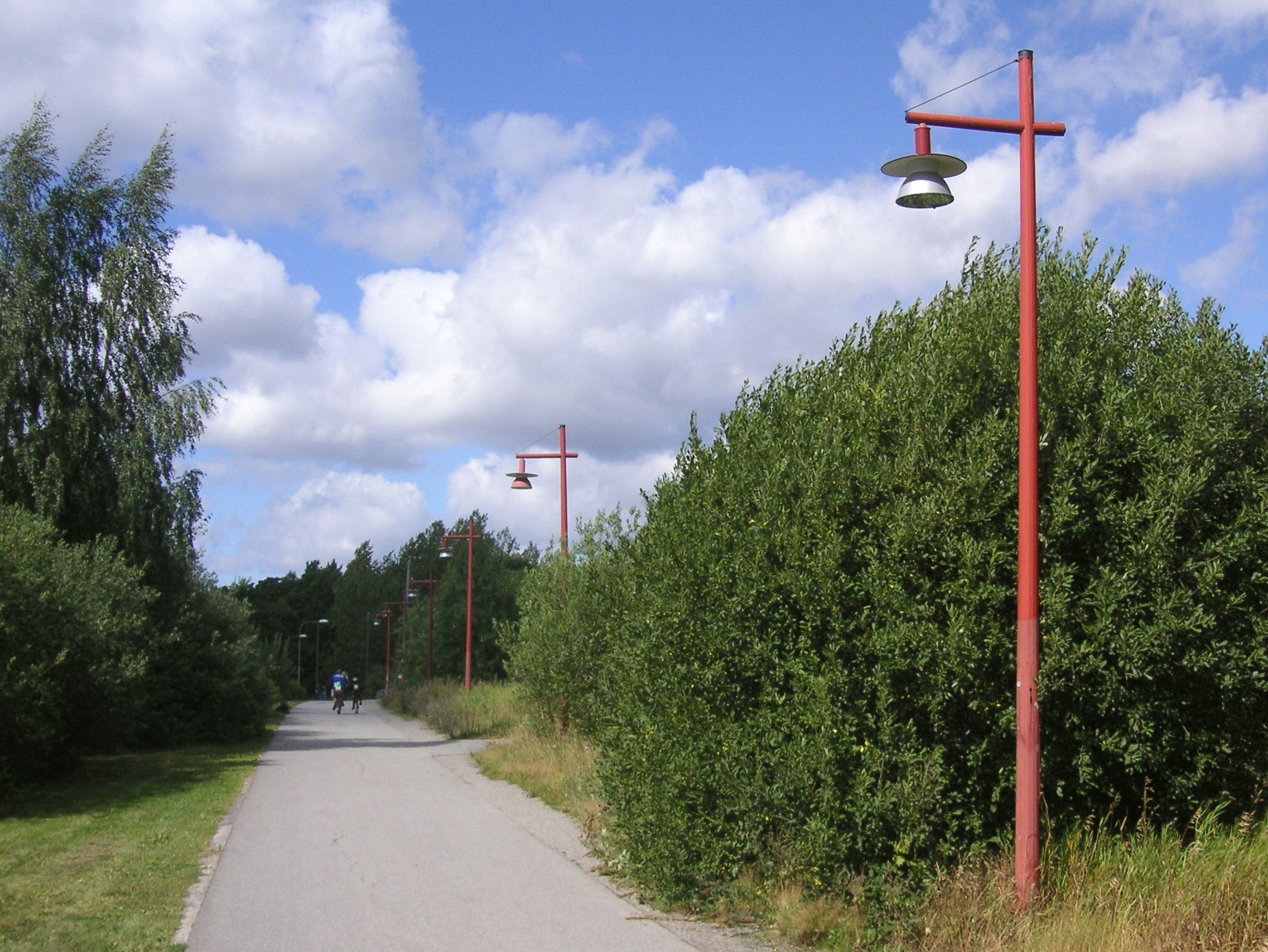
Skarpnäcksvägens östra del är numera en parkväg.